# Piraquara
Piraquara é um município do estado do Paraná, no Brasil. Faz parte da chamada Grande Curitiba e sua população, conforme o IBGE em 2022 é de 135 242 habitantes.
Piraquara, com seus mananciais, é área de proteção ambiental e responsável por cinquenta por cento do abastecimento de água da grande Curitiba. O aniversário da cidade é em 29 de janeiro e seu padroeiro é Senhor Bom Jesus dos Passos e na comemorações,  realiza anualmente a Festa do Carneiro no Rolete. O município abriga o maior complexo penitenciário do Paraná.

## Etimologia

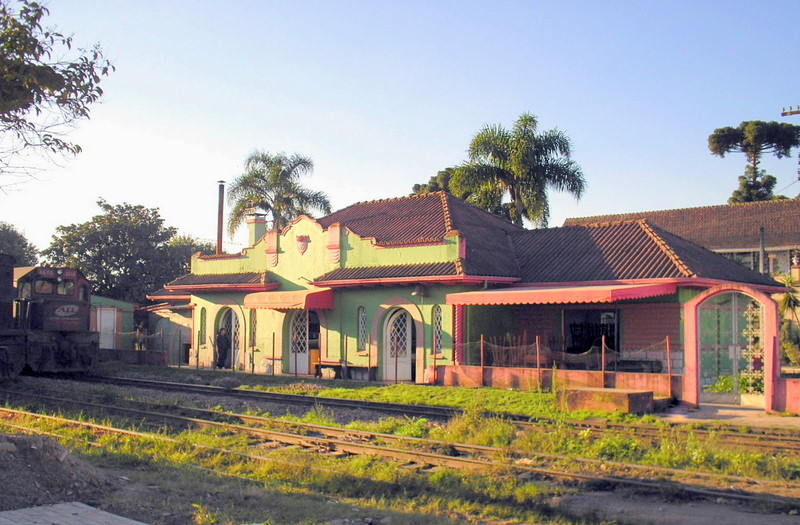
Estação Ferroviária

"Piraquara", segundo Silveira Bueno e Eduardo de Almeida Navarro, é um vocábulo indígena que significa "toca dos peixes". Do tupi pirá: peixe e kûara, buraco, cova, cavidade, esconderijo. Outra interpretação traduz como "comedor de peixe", isto é, "pescador". De pirá: peixe; e guara: comedor.

## História
Antes da chegada dos primeiros europeus à região atualmente ocupada pelo município de Piraquara, esta era frequentada, durante o verão, por índios carijós (um ramo dos índios guaranis) que viviam durante a maior parte do ano no litoral. O povoamento de origem europeia dos Campos Gerais de Curitiba teve início por volta de 1660, nos trabalhos de mineração à procura de ouro realizados pelos bandeirantes, vicentistas e portugueses. Arraial Grande foi um dos núcleos fundados por mineradores: dele, se originaram Curitiba, o atual município de São José dos Pinhais e o de Piraquara.

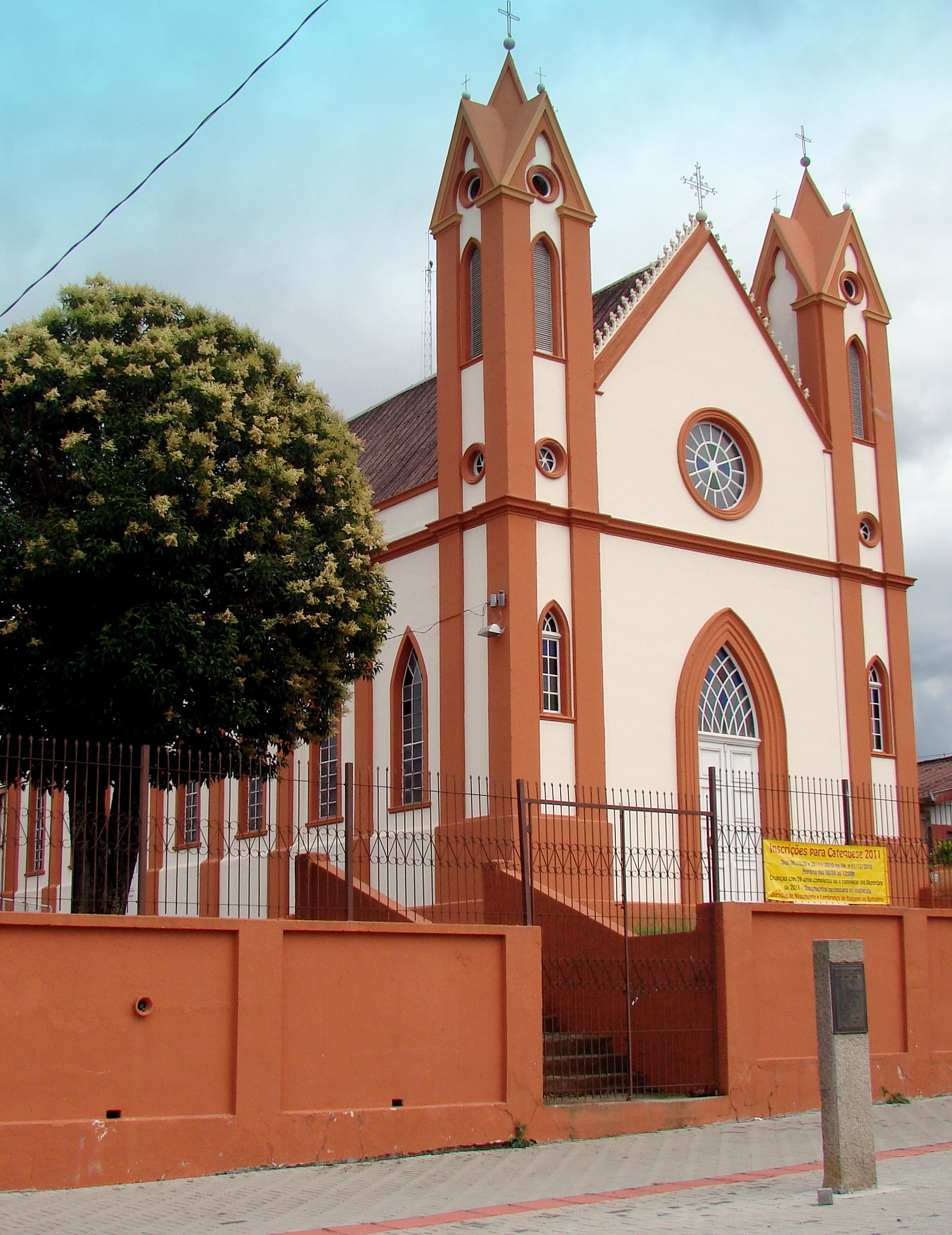
Igreja de Bom Jesus dos Passos; em 1898, a Baronesa do Cerro Azul doou a imagem do padroeiro

O mineiro Manoel Picam de Carvalho, um dos pioneiros da colonização do município de Araucária, acompanhando as lutas pela procura do ouro no planalto curitibano, fundou, por volta de 1700, uma fazenda, formando um pequeno arraial de mineração no local onde hoje se encontra o município de Piraquara. Em 1731, Manoel Picam de Carvalho vendeu a sua fazenda a Antônio Esteves Freire e a dona Isabel da Serra, sua sogra. Naquela época, havia diversas fazendas nas vizinhanças que, em conjunto, formavam um povoamento que recebeu a denominação de Piraquara.
Apesar de sua antiguidade, o povoado de Piraquara permaneceu estacionário durante muitos anos, como parte integrante do Distrito Policial, depois Município de São José dos Pinhais. Seu progresso, especialmente nos setores da agricultura e da pecuária, iniciou-se com a vinda de imigrantes europeus, principalmente italianos, que em 1878 ali chegaram em número aproximado de 350 pessoas e fundaram a Colônia Santa Maria, atual Nova Tirol.
Outro fator de progresso da localidade foi, em 1885, a inauguração da Estrada de Ferro do Paraná, ligando o litoral paranaense a Curitiba, com os trilhos passando por Piraquara, na qual foi construída uma estação.
Em 1885, a povoação foi elevada a freguesia, com a denominação de Senhor Bom Jesus de Piraquara. Em 1890, passou à condição de vila, desmembrada de São José dos Pinhais e com a nova denominação de "Deodoro" em homenagem ao marechal Manoel Deodoro da Fonseca. Ainda em 1890, foi criado o município, com sede na Vila Deodoro, que voltou a denominar-se Piraquara em 1929.

## Economia

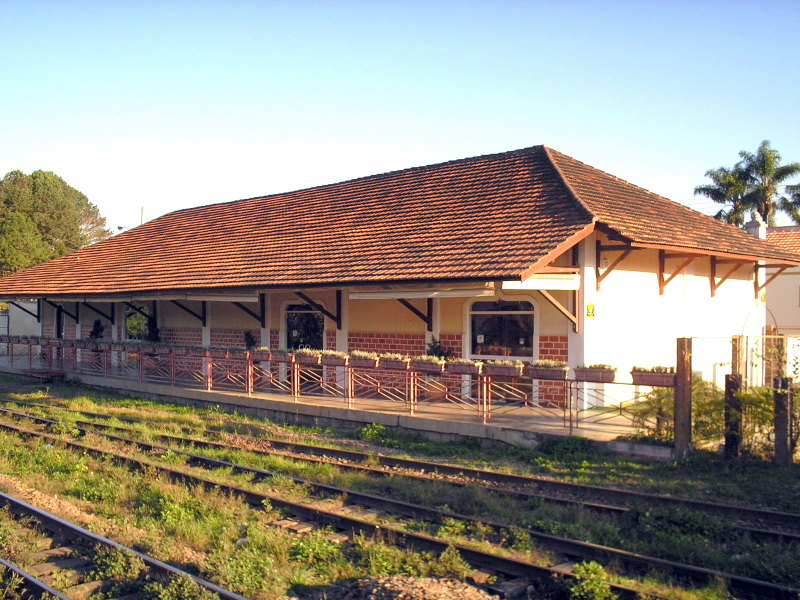
Antigo armazém de carga da Rede Ferroviária Federal, atualmente é Centro Comercial

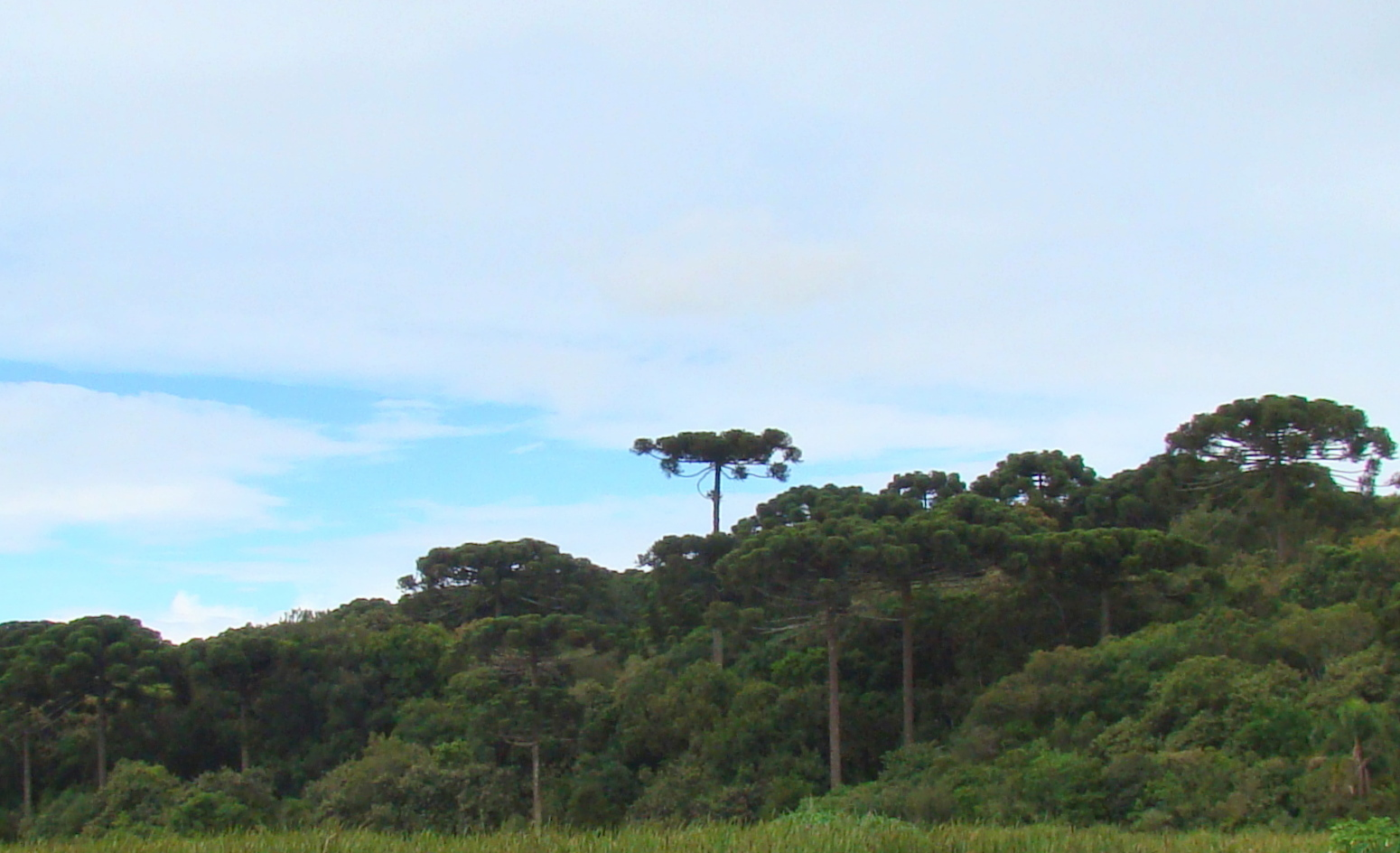
Remanescente da mata das araucárias, na entrada da cidade.

A estação de trem, aberta em 1885, fez surgir em seu entorno o povoado: serrarias e engenhos de mate ali se instalaram. As araucárias, abundantes na região, foram durante muito tempo o principal motivador econômico.
Contudo, na atualidade, o município possui um dos mais baixos IDHs da Grande Curitiba e caracteriza-se como cidade dormitório. Por situar-se na área de proteção ambiental da Bacia do Rio Iraí, as atividades industriais da cidade possuem inúmeras restrições legais e ambientais, o que acaba limitando o desenvolvimento econômico do município.
Nos últimos anos a cidade tem investido no turismo de aventura e no agroturismo, além de fazer parte da Rota do Pinhão.

## Turismo

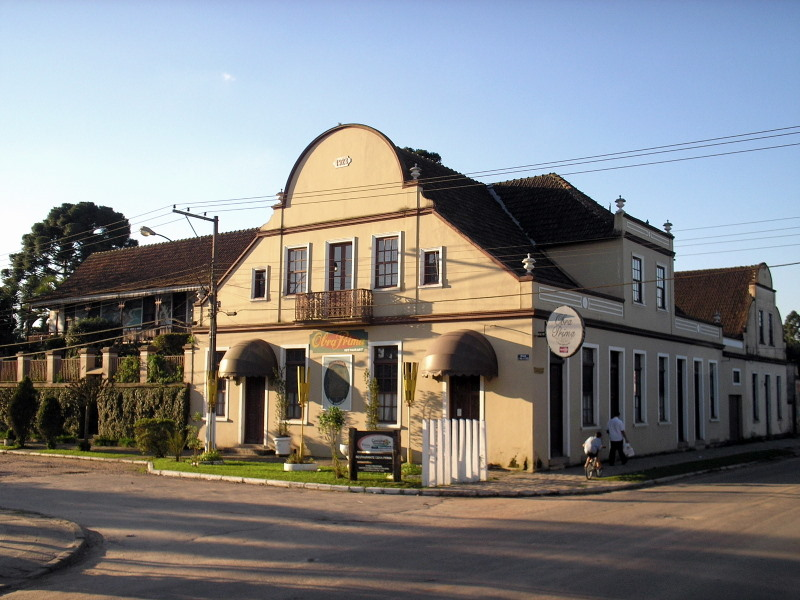
Restaurante Obra Prima - construção de 1923

- Centro Histórico: no Centro Histórico de Piraquara, é possível se conhecer as antigas casas dos operários da estrada de ferro que corta o Centro da cidade, além dos antigos prédios como o Armazém, o Casario, a antiga prefeitura e a Igreja Matriz.
- Circuito Trentino: a cidade foi o único município paranaense a receber imigrantes do Trento; a Colônia Imperial Santa Maria do Novo Tirol da Boca da Serra foi fundada em 1878, por 59 famílias trentinas. Neste local, é possível se conhecer as tradições dos antigos imigrantes, resgatando a cultura e as tradições de tal região, além do intercâmbio tecnológico e o agroturismo.
- Festa do Carneiro no Rolete: evento que ocorre na Colônia Santa Maria do Novo Tirol, o almoço oferece pratos típicos como paleta, linguiça, risoto e sanduíche com hambúrguer de carne de carneiro. À tarde, é oferecido café colonial. Uma missa na Igreja Nossa Senhora da Assunção também faz parte da festa, além de shows com músicos locais e feira de produtos como queijo, linguiça, vinho, mel, conservas, geleias e sucos.
- Baile do Pato: o baile foi criada em 1958 por Heinrich de Souza e tem esse nome devido à comida servida: pato assado. Heinrich, descendente de alemães, era conhecido como Souza e faleceu em 2002. Na década de 1980, os bailes ali realizados tinham grande afluxo de público A casa encerrou suas atividades em 2019.[9]
- Reservatório do Carvalho: o Reservatório do Carvalho e primeiro sistema de abastecimento da capital paranaense.[10]
- Cemitério: o Cemitério Assunção foi fundado em 1880 por italianos.

## Transporte
O município de Piraquara é servido pelas seguintes rodovias:
- Contorno Leste de Curitiba, que passa por seu território, que liga Curitiba a BR-116
- PR-415, que liga Curitiba à sede do município[11]

O município de Piraquara também é servido pela seguinte ferrovia:
- Estrada de Ferro Curitiba Paranaguá, que liga Curitiba a Paranaguá.[12][13]

## Cidades-Irmãs
- Fiera di Primiero, Trentino-Alto Ádige, Itália[14]
- Canal San Bovo, Trentino-Alto Ádige, Itália
- Imer, Trentino-Alto Ádige, Itália
- Mezzano, Trentino-Alto Ádige, Itália
- Siror, Trentino-Alto Ádige, Itália
- Tonadico, Trentino-Alto Ádige, Itália
- Transacqua, Trentino-Alto Ádige, Itália
- Sagron Mis, Trentino-Alto Ádige, Itália